# Розконсервація свердловин
Розконсервація свердловин (рос. расконсервация скважин; англ. well re-activation, нім. Dekonservation f der Sonden) — відновлення свердловини після консервації до стану, придатного для подальшого використання її за призначенням.

## Опис
Консервація свердловин проводиться на нетривалий термін (декілька місяців) у процесі буріння при появі в розрізі ускладнюючих гірничо-геологічних умов, при кущовому бурінні до закінчення спорудження всіх свердловин у кущі, при освоєнні родовищ до облаштування промислу або на тривалий термін — після відробки родовища. Під час консервації свердловини проводиться спеціальне оброблення стовбура і герметизація гирла її з метою збереження стовбура для подальшого використання.
Оскільки гирло і верхня частина колони свердловини при консервації заповнюється на глибину 30 м (в умовах України) незамерзаючою рідиною, то спочатку вимивають цю рідину. При розконсервації окремі інтервали свердловини, складені нестійкими породами, які закріплені цементним розчином (цементними корками чи мостами) або іншими в'яжучими матеріалами (наприклад, смолами), розбурюються. Оскільки консервація свердловин, підготовлених до експлуатації, полягає в установленні повного комплекту гирлової арматури відповідно до способу експлуатації, то до пуску свердловини в роботу необхідно лише під'єднати напірну лінію до нафто- або газопроводу.
Відтак у свердловину опускають глибинне експлуатаційне обладнання, монтують у повному обсязі гирлове обладнання і вводять свердловину в роботу, як і під час пуску нової чи відремонтованої свердловини.
Роботи з розконсервації свердловин виконують за планами, які погоджуються з місцевими органами Держгірнтехнагляду і з воєнізованим загоном ліквідації відкритих фонтанів.